# Amplirhagada
- Commons
- Wikispecies

Amplirhagada é um género de gastrópode  da família Camaenidae.

## Espécies
Este género contém as seguintes espécies:
- Amplirhagada astuta
- Amplirhagada elevata
- Amplirhagada herbertena
- Amplirhagada montalivetensis
- Amplirhagada questroana